# Мечеть Наметбая
Мечеть Наметбая (каз. Нәметбай мешіті) — мечеть в Таразе, памятник культовой архитектуры XIX века. Построена в 1867 году, зодчий и строитель мечети неизвестны. Названа по имени Наметбая, который пожертвовал средства на строительство мечети. В 1982 году мечеть Наметбая была включена в список памятников истории и культуры Казахской ССР республиканского значения и взята под охрану государства.

## Архитектура
Мечеть состоит из трёх помещений общим размером 26,9×80 м. Два из них имеют общий вход и сообщаются проходами, третье имеет отдельный вход.
Здание построено на фундаменте из бутового камня, стены двойные каркасные с глиняным заполнением. Потолок выполнен из фигурных деревянных балок, поверх которых уложены тонкие рейки. Балки опираются на резные деревянные колонны высотой 4,25 м. Кровля железная.
Потолок украшен многоцветной росписью с растительным и геометрическим узором, сохранившим характерные архитектурно-конструктивные особенности и декор эпохи.